# Гамильтон, Егор Андреевич
Егор Андреевич (Георг Мантегю) Гамильтон (1770 — 4 апреля 1841) — российский вице-адмирал британского происхождения.

## Биография
7 июля 1791 года был принят из английской службы в Черноморский флот в чине капитан-лейтенанта.
В следующем году находился в плавании между Николаевом и Севастополем. В 1793 году командовал канонерской лодкой № 27 в Чёрном море.
В 1794—1797 годах ежегодно находился в плавании между Николаевом и Константинополем на бригантине «Св. Павел».
В 1797—1798 годах, командуя фрегатом «Лёгкий», занимал брандвахтенный пост на Очаковском рейде, а в следующем году, командуя фрегатом «Св. Григорий», он совершил переход из Севастополя к острову Корфу и обратно.
В 1801—1802 годах, в связи с напряженными отношениями с Великобританией находился сначала в Москве, затем в Петербурге. В 1802 году, командуя придворным галетом «Паллада» плавал по между Петербургом, Петергофом и Кронштадтом. В 1803 году, командуя 44-пушечным фрегатом «Тихвинская Богородица» в составе эскадры контр-адмирала Г. А. Сарычева, плавал между Кронштадтом и Любеком и в эскадре контр-адмирала Н. Ф. Лемона по Балтийскому и Немецкому морям, командуя кораблем «Архангел Михаил». 10 февраля 1804 года произведен в чин капитана 2-го ранга. В 1805 году командовал кораблем «Храбрый». В 1806—1807 годах находился на службе при Петербургском порте.
В 1808—1812 годах по причине войны с Англией оставался в Москве, и в этот период времени был произведен в капитаны 1-го ранга.
В 1812—1814 годах командуя кораблем «Норд-Адлер» в эскадре адмирала Е. Е. Тета, перешел из Архангельска в Свеаборг, потом, был послан к берегам Англии и Франции за десантными войсками, с которыми и возвратился в Кронштадт.
В 1815—1816 годах находился в Ревеле, командуя 9-м и 27-м флотскими экипажами. 26 ноября 1816 года был награждён, за 25-летнюю службу в офицерских чинах, орденом Св. Георгия 4-го класса. 11 марта 1817 года произведен в чин капитан-командора и, командуя кораблем «Норд-Адлер», совершил перевозку десанта из Ревеля в Свеаборг. Командуя этим же кораблем, в эскадре контр-адмирала А. В. фон Моллера, он перешел из Ревеля в Кадис, откуда возвратился в Кронштадт на испанском транспорте «Каролина».
В 1818 году назначен командиром 9-го флотского экипажа.
В 1820—1823 годах плавал последовательно между Ревелем и Кронштадтом и в Балтийском море.
В 1823—1827 годах командовал в Ревеле сначала 9-м, а затем 18-м флотскими экипажами и исполнял обязанности флотского начальника при Ревельском порте.
30 августа 1824 года произведен в чин контр-адмирала. 4 сентября 1826 года был награждён орденом Св. Анны 1-й степени. В том же году за выслугу 35 лет в офицерских чинах награждён орденом Св. Владимира 3-й степени.
В 1827 году назначен командиром флотской бригады в Свеаборге. В следующем году, командуя отрядом из кораблей «Кульм» и «Кацбах», совершил переход из Архангельска в Кронштадт. В 1829 году, имея последовательно флаг на кораблях «Сысой Великий», «Кацбах» и «Император Александр I», плавал в Балтийском море с флотом под командою адмирала Сенявина. 22 сентября того же года произведен в чин вице-адмирала. Следующие два года плавал между Кронштадтом и Ревелем.
В 1832 году награждён императорской короной к ордену Святой Анны 1-й степени. В том же году назначен членом генерал-аудиториата. В 1835 году награждён орденом Святого Владимира 2-й степени и получил назначение состоять начальником 3-й флотской дивизии в Кронштадте. Погребен в Петербурге на Смоленском лютеранском кладбище вместе с женой Марией-Анной (ум. 26 февр. 1848 года).